# Croton lachnocarpus
Espèce
Croton lachnocarpus est une espèce de plantes à fleurs du genre Croton et de la famille Euphorbiaceae présente du sud-est du Bangladesh jusqu'au sud de la Chine.
Il a pour synonymes :
- Croton bonianus, Gagnep., 1921
- Croton calococcus, Kurz, 1873
- Croton kwangsiensis, Croizat, 1942
- Croton lachnocarpus var. kwangsiensis (Croizat) H.S.Kiu
- Croton murex, Croizat, 1942
- Croton trachycaulis, Airy Shaw, 1969
- Mallotus yifengensis, Hu et F.H.Chen
- Oxydectes lachnocarpa, (Benth.) Kuntze